# Мринська волость
Мринська волость — історична адміністративно-територіальна одиниця Ніжинського повіту Чернігівської губернії з центром у містечку Мрин.
Станом на 1885 рік складалася з 8 поселень, 7 сільських громад. Населення — 7713 осіб (3693 чоловічої статі та 4020 — жіночої), 1383 дворових господарства.
|                     | Площа, десятин | У тому числі орної, дес. |
| ------------------- | -------------- | ------------------------ |
| Сільських громад    | 9253           | 6770                     |
| Приватної власності | 8077           | 4106                     |
| Іншої власності     | 340            | 228                      |
| Загалом             | 17670          | 11104                    |

Основні поселення волості:
- Мрин — колишнє державне та власницьке містечко при річці Остер за 22 версти від повітового міста, 1651 особа, 317 дворів, православна церква, школа, 3 постоялих двори, 2 постоялих будинки, 2 лавки, 2 водяних і 4 вітряних млини, базари, 2 щорічних ярмарки. За 14 верст — цегельний завод. За 15 верст — винокурний завод із крупорушкою.
- Кукшин — колишнє державне та власницьке село при болоті Смолянка, 1488 осіб, 273 двори, православна церква, 3 постоялих будинки, 2 лавки, 3 вітряних млини.
- Мильники — колишнє державне та власницьке село при річці Остер, 545 осіб, 116 дворів, православна церква, постоялий будинок.
- Плоске — колишнє державне та власницьке село, 1709 осіб, 293 двори, 2 православні церкви, школа, 2 постоялих будинки.
- Хотинівка — колишнє державне та власницьке село, 1110 осіб, 215 дворів, православна церква, постоялий будинок, 2 лавки, вітряний млин.

1899 року у волості налічувалось 17 сільських громад, населення зросло до 10835 осіб (5321 чоловічої статі та 5514 — жіночої).